# Vzdělanostní nerovnost
Vzdělanostní nerovnost lze definovat jako generační opakování vzdělanostního procesu rodičů jejich dětmi . Jedná se o jev ve vzdělávání, kdy žáci či studenti nemají stejné podmínky nebo přístup ke vzdělávání, a to vzhledem k jejich náboženství, pohlaví, rase nebo socioekonomickému statusu . Úroveň našeho vzdělání je ovlivněna několika faktory, jako např. naše schopnosti, dovednosti a jiné. Všechny tyto faktory jsou akceptovatelné nerovnosti, protože žáci či studenti mají stejné podmínky, jsou hodnoceni podle stejných parametrů apod. Co ale ovlivnit nelze je rasa, náboženství, pohlaví nebo socioekonomický status . Tyto faktory velmi často ovlivňují celý průběh vzdělávání daleko více nežli právě schopnosti či dovednosti .

## Příčiny vzdělanostní nerovnosti

### Rodina
V rodině se žák učí přizpůsobovat se sociálnímu životu, osvojuje si jak základní návyky, tak sociální role (otec/matka, žena/muž apod.) Rodina ovlivňuje především budoucnost dítěte, neboť má nastavené určité hodnoty, které mají velký vliv na rozhodování se v několika ohledech a v tomto případě zejména na využití finančních prostředků na vzdělání .
Důležitou roli hraje také to, zda je rodina úplná či neúplná. V případě úplné rodiny je větší pravděpodobnost, že dítě získá lepší hodnoty do života. V úplné rodině má dítě kvalitní sociální vzory a je zde větší šance, že v takovéto rodině bude kladen větší důraz na vzdělání . Více se již ale setkáme s neúplnou rodinou, kde chybí otec nebo matka. Ani jeden rodič nedokáže zastat funkci obou rodičů a dítě má vzor tedy pouze v jednom rodiči. Neúplná rodina je jistě větší příčinou vzdělanostní nerovnosti než rodina úplná, a to především kvůli tomu, že bývá často v těžké finanční situaci, která dopadá především na vzdělání dětí, neboť dětem matka či otec nemohou poskytnout finanční prostředky na různé zájmové kroužky, dojíždění do školy, pobyt na internátu apod. Pokud jsou děti takto materiálně deprimované již v dětství, je zde předpoklad k tomu, že dítě bude v dospělosti na stejné životní úrovni jako jeho rodiče .

### Profese a hodnoty
Profese rodičů do jisté míry formuje jejich hodnoty nebo sociální postavení a vše poté určuje, jakým způsobem budou vychovávat jejich děti. Rodiče předávají svým dětem hodnoty, které jsou spjaty také s jejich profesí a to má vliv na to, jakou profesi si děti vyberou – děti tedy inklinují spíše k výběru stejné nebo podobné profese jako rodiče. Pokud tedy např. budou rodiče vykonávat profesi, která vyžaduje samostatnost, budou ji vyžadovat i u svých dětí a budou je k samostatnosti více vést. Rozdíly v předávání hodnot mohou být znatelné i mezi dvěma profesními statusy – dělnickou třídou a střední třídou. U dělnické třídy jsou budovány hodnoty jako poslušnost nebo dodržování pravidel a u střední třídy se naopak budují hodnoty spojené s vlastním rozhodováním a rodiče své děti pouze ke správnému chování motivují. Rozdílný je i pohled obou těchto tříd na školu a vzdělávání. Nelze ale tvrdit, že rodiče z dělnické třídy své děti nepodporují k tomu, aby se úspěšně vzdělávaly, ale spíše chtějí, aby jejich děti měly lepší a vyšší vzdělání než mají oni .

### Nezaměstnanost
Pokud je člověk zaměstnán, formují se jeho sociální vztahy a člověk si připadá potřebný. Pokud ale dojde ke ztrátě zaměstnání, najednou se člověk nachází téměř až na okraji společnosti a ztrácí tak patřičnou životní úroveň, na kterou byl zvyklý. Jestliže je člověk již dlouhodobě nezaměstnaný, může si na nový způsob života velmi rychle zvyknout. Především pak dlouhodobá nezaměstnanost rodičů má vliv na jejich děti, které ztratily vzor a motivaci k tomu dále studovat nebo mít dobrou práci. Děti nevidí to, že jejich rodiče chodí každý den do práce a budou spíše chtít žít v budoucnu stejně jako oni .

### Škola

#### Povinné vzdělávání
Zde lze vidět příčiny vzdělávací nerovnosti v podmínkách ke studiu, v přístupu ke škole (někteří žáci mají ke škole dobrý vztah a rádi se učí, někteří naopak do školy neradi chodí, neučí se rádi) nebo v kvalitě pedagogických pracovníků. Důležitou roli hraje také to, jak se škola postaví ke kurikulu a do jaké míry se chce specializovat. Mnoho škol toto začalo brát jako výzvu, aby nalákalo více rodičů svou pestrou nabídkou rozšířeného vyučování, ale zde se jedná spíše o konkurenci mezi školami a dochází tak k propastným rozdílům mezi nimi a také k rozdílné kvalitě výchovy, která se podepisuje na výsledcích žáků .
I přesto ČR ve Strategiích vzdělávací politiky upřednostňuje snižování nerovností, neurčuje žádné ukazatele, které by sledovali diferenciaci ve školním systému a tímto tedy neustále ke vzdělanostním nerovnostem dochází .

#### Víceletá gymnázia
Víceletá gymnázia nepřispívají k většímu rozvoji základních oborů vzdělávání, jako je mateřský jazyk a matematika než jak je tomu na základních školách. Na víceletých gymnáziích jde tedy spíše o jakousi prestiž, jelikož je navštěvují děti z rodin s vyšším socioekonomickým statusem. Děti, které absolvují víceleté gymnázium, sice nemají větší úspěšnost u přijímacích zkoušek na vysoké školy, ale je zde pravděpodobnost, že si spíše budou hlásit na prestižní obory, jako jsou práva .

## Důsledky vzdělanostní nerovnosti

### Ekonomické důsledky a sociální mobilita
Příjmy ekonomicky aktivních osob závisí na jejich dosaženém vzdělání. Znamená to tedy, že pokud má osoba základní vzdělání, její platové ohodnocení se bude pohybovat na pomezí minimální mzdy .
Sociální mobilita úzce souvisí s ekonomickými důsledky, neboť se týká třídního statusu, který se reprodukuje z generace na generaci. To tedy znamená, že pokud mají rodiče dítěte vysokoškolské vzdělání, a tím pádem lepší plat, jejich děti se mohou dostat na mnohem prestižnější školy a mít tak kvalitnější vzdělání, lépe ohodnocenou práci a kvalitnější životní úroveň než děti rodičů, kteří mají nižší vzdělání a nižší plat .

## Možná řešení podle aktérů
Podle výzkumu Strakové a Veselého, který zjišťoval možná řešení vzdělanostních nerovností z pohledu aktérů (učitelé, pracovníci ve školství, rodiče,..), je zjevné, že učitelé jsou si vědomi jistých nerovností mezi žáky. Učitelé se přiklání k názoru, že by škola měla zajistit to, aby dětem poskytla stejné vzdělání a kompenzovala tak nedostatky, které si dítě přináší z rodiny. Největší procento respondentů se shodovalo v tom, že výuka by měla být přizpůsobena vzdělávacím potřebám jednotlivých žáků, aby každý žák dostal co nejkvalitnější vzdělání. Více než polovina respondentů to ale považuje za nesplnitelné a to zejména kvůli finančním možnostem a také vybavenosti učitelů. Dále se respondenti shodují na tom, že je důležité, aby se vzdělávali společně žáci z různých společenských vrstev. Nejmenší procento respondentů bylo pro zrušení víceletých gymnázií, která prý rychleji rozvíjí nadané děti a na základních školách je jejich nadání upozaděno a je brzděn intelektuální vývoj. Podle předchozího výzkumu Strakové ale můžeme tvrdit, že tomu tak není a intelektuální vývoj nadaných dětí není na základních školách brzděn .

## Situace v České republice
I přes požadavek spravedlivého přístupu ke vzdělání, jenž je považován za nutný předpoklad sociální soudržnosti, patří Česká republika v rámci OECD k pěti zemím s nejsilnějším vlivem socioekonomického zázemí na vzdělávací výsledky žáků . Ačkoli je koncept spravedlivého vzdělávání nejdůležitějším cílem vzdělávacích politik vyspělých zemí , jeho uplatnění ne vždy vede k řešení problému. Odstranění zvyšování nerovnosti je možné za pomoci jistých mechanismů zejména v oblasti vzdělávací politiky, ty však mohou být úspěšné jen tehdy, pokud najdou podporu veřejnosti .
Český vzdělávací systém je považován za vysoce selektivní (již v nízkém věku žáci podstupují výběr na víceletá gymnázia či do různých jazykových tříd) a zároveň velmi odborně zaměřený - většina žáků na středních školách prochází odborným vzděláváním (tj. přípravou na specifické profese), menší část pak prochází vzděláním obecným .
Jak je z tabulky  vidno, děti rodičů s vyšším stupněm vzdělání dosahují lepších studijních výsledků, než ty s nižším . Můžeme říci, že dítě vysokoškolsky vzdělaných rodičů dosáhne vysokoškolského vzdělání spíše než dítě rodičů, kteří mají pouze základní vzdělání.

## Situace ve světě
V Německu, Rakousku nebo Nizozemsku je obdobně jako v ČR prokázána silná závislost vzdělávacích výsledků žáků na typu rodinného prostředí - čím nižší je socioekonomický status rodin, tím vyšší je pravděpodobnost, že děti z těchto rodin dosahují horších výsledků ve vzdělávání než děti vyrůstající v rodinách s vyšším socioekonomickým statusem .
Diferenciace v USA byla na vrcholu zhruba v 60. letech 20. století a byla pozměněna. Žáci nebo studenti byli rozdělováni podle tzv. obecné inteligence. Tehdy byla právě velmi populární myšlenka, že pokud je žák úspěšný v jedné oblasti, automaticky bude úspěšný i v ostatních vzdělávacích oblastech. V USA je běžné, že jsou žáci testováni již v předškolním věku na tzv. svou zralost a podle toho jsou následně rozdělováni do mateřských a poté základních škol podle náročnosti .
U některých zemí se můžeme setkat s rozdílnými výsledky jednotlivých žáků ze stejné školy, u jiných jsou naopak značné rozdíly mezi školami. Mezi země s nejlepšími výsledky, kde nejsou rozdíly ve vzdělávání, patří Hongkong a Lotyšsko. Tyto země mají ale zcela jiné systémy vzdělávání, kdy Hongkong podporuje spíše soukromé školy (až 93% soukromých škol) a Lotyšsko naopak téměř žádné soukromé školy nemá .